# 磐田パーキングエリア
磐田パーキングエリア（いわたパーキングエリア）は、静岡県磐田市の磐田バイパス上にあったパーキングエリア。
磐田料金所に併設されていて、上り線からのみ利用可能であったが、2005年3月30日、磐田バイパス無料開放時に同時に閉鎖された。なお跡地は料金所同様に拡張工事によって本線の一部となり、2023年5月の時点では拡張工事が完了し、当時の面影は消えつつある。

## 位置していた道路
- 磐田バイパス

## 沿革
- 2005年（平成17年）3月30日 - バイパス無料開放と同時に閉鎖。

## 存在した施設

### 上り方面
- 駐車場
  - 大型14台
  - 小型 9台
- トイレ
- スナック（8:00〜17:00）
- ショッピング（8:00〜17:00）
- 自動販売機

## 隣
磐田バイパス
岩井IC - 磐田PA/TB - 見付IC